# SUCRE
Pour les articles homonymes, voir Sucre (homonymie).
SUCRE, abréviation de Système unique de compensation régionale de paiements (en espagnol : Sistema Único de Compensación Regional de Pagos), est le nom donné à la monnaie commune qui fut adoptée  le 16 avril 2009 par les membres de l'Alliance bolivarienne pour les Amériques plus l'Équateur. Elle circulera pour commencer de manière virtuelle en tant que monnaie scripturale de référence afin d'éviter d'utiliser le dollar américain dans le commerce des sept membres fondateurs : le Venezuela, Cuba, la Bolivie, le Nicaragua, le Honduras, la Dominique et l'Équateur, formant ainsi une zone monétaire.
Une ancienne monnaie officielle de l'Équateur s'appelait aussi le sucre.